# Ruffano
Ruffano é uma comuna italiana da região da Puglia, província de Lecce, com cerca de 9 465 habitantes. Estende-se por uma área de 39 km², tendo uma densidade populacional de 243 hab/km². Faz fronteira com Acquarica del Capo, Casarano, Miggiano, Montesano Salentino, Specchia, Supersano, Taurisano, Ugento.

## Demografia
| Variação demográfica do município entre 1861 e 2011                               |
|                                                                                   |
| Fonte: Istituto Nazionale di Statistica (ISTAT) - Elaboração gráfica da Wikipedia |